# Pierwszy dzień w piekle
Pierwszy dzień w piekle – drugi solowy album polskiego rapera Adama „AK-47” Kubiaka, którego premiera odbyła się 10 lutego 2015 roku. Wydawnictwo ukazało się nakładem wytwórni District Area w dystrybucji My Music. Prawie wszystkie utwory wyprodukował MSB. Na płycie znajduje się również utwór w całości skomponowany przez Patryka Kumóra. Wśród gości pojawili się Max, BamZ, Dr. Sylwester, Jongmen, Roger i Nizioł.
W celu promocji wydawnictwa do utworów „Droga do piekła”, „Prolog”, „Avaritia”, „Luxuria”, „Ira”, „Gula”, „Superbia”, „Invidia”, „Saligia” i „Acedia” zrealizowano teledyski.
Album zadebiutował na 8. miejscu polskiej listy sprzedaży OLiS.

## Lista utworów
Źródło.
| Nr  | Tytuł utworu                     | Długość |
| --- | -------------------------------- | ------- |
| 1.  | „Act I”                          | 1:28    |
| 2.  | „Prolog”                         | 2:45    |
| 3.  | „Act II”                         | 1:02    |
| 4.  | „Superbia” (gości. Max)          | 4:00    |
| 5.  | „Act III”                        | 1:32    |
| 6.  | „Avaritia” (gości. BamZ)         | 4:35    |
| 7.  | „Act IV”                         | 1:23    |
| 8.  | „Luxuria” (gości. Dr. Sylwester) | 5:40    |
| 9.  | „Act V”                          | 1:28    |
| 10. | „Invidia”                        | 2:21    |
| 11. | „Act VI”                         | 0:53    |
| 12. | „Gula” (gości. Jongmen)          | 3:41    |
| 13. | „Act VII”                        | 1:13    |
| 14. | „Ira”                            | 4:28    |
| 15. | „Act VIII”                       | 2:03    |
| 16. | „Acedia” (gości. Nizioł)         | 3:58    |
| 17. | „Act IX”                         | 1:21    |
| 18. | „Saligia” (gości. Roger)         | 4:04    |
| 19. | „Epilog”                         | 3:08    |
|     |                                  | 51:03   |